# تشارلز ويلي كايزر
تشارلز ويلي كايزر (بالألمانية: Charles Willy Kayser)‏ (و. 1881 – 1942 م) هو مخرج أفلام، وممثل مسرحي، وممثل أفلام ألماني، ولد في متز، توفي في برلين، عن عمر يناهز 61 عاماً.

## وصلات خارجية
- تشارلز ويلي كايزر على موقع IMDb (الإنجليزية)
- تشارلز ويلي كايزر على موقع قاعدة بيانات الفيلم (الإنجليزية)
- تشارلز ويلي كايزر على موقع كينوبويسك (الروسية)

- تشارلز ويلي كايزر في قاعدة بيانات الأفلام على الإنترنت